# Імператорський Кабінет Романових

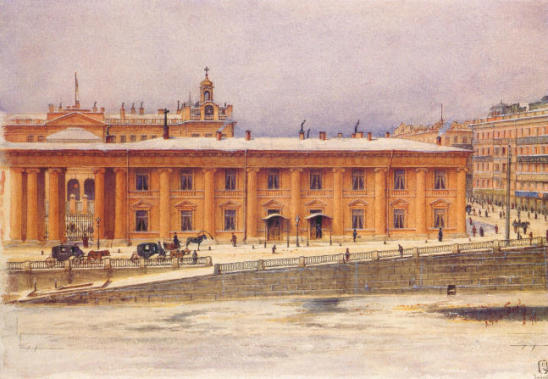
Будівля Імператорського кабінету у 1894. На задньому плані — Аничков палац.

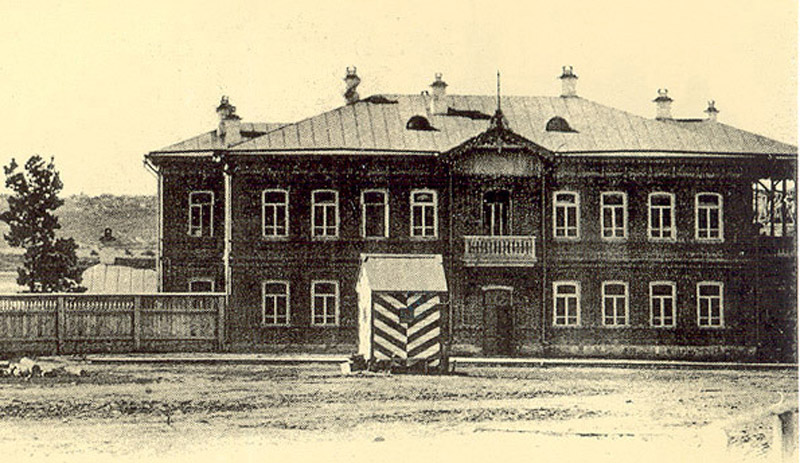
Будинок Імператорського кабінету у Новосибірську, 1900-ті

Імператорський кабінет Романових — установа, що завідувала особистим майном Романових і займалася іншими питаннями в 1704 — 1917. 

## Історія
Кабінет був заснований у 1704 Петром I, був власною канцелярією царя, завідував його скарбницею і майном, провадив листування. На його чолі стояв кабінет-секретар Олексій Макаров. Закритий після смерті Петра, 7 червня 1727. 
Анна Іванівна в 1731 створила вищий державний орган — Кабінет міністрів Російської імперії, що складався з трьох міністрів.  
У 1735 був виданий указ, згідно з яким підпис трьох кабінет-міністрів прирівнювався до імператорського підпису. Цей орган не мав з Петровським кабінетом нічого спільного, окрім назви. Детальніше див. статтю Кабінет-міністрів Російської імперії. 
Зійшовши на престол, Єлизавета Петрівна почала відновлювати установи часів свого батька. Кабінет був відновлений 23 грудня 1741 як особиста канцелярія імператриці; керуючим її справами був призначений барон  Іван Черкасов. У віданні кабінету, серед іншого, передавалися підприємства, які обслуговували імператорські палаци: 
- Імператорський порцеляновий завод;
- Імператорський скляний завод;
- Імператорська шпалерна мануфактура;
- Петергофська гранильна фабрика;
- Петергофська паперова фабрика;
- Царськосільська паперова фабрика;
- Царськосільська шпалерна фабрика;
- Горношитський мармуровий завод;
- Межигірська фаянсова фабрика ;
- Єкатеринбурзька гранильна фабрика ;
- Виборзький дзеркальний завод;
- Петергофська і Ропшинська паперові фабрики;
- Тівдійські мармурові ломки.

Катерина II виділила зі складу кабінету канцелярію статс-секретарів, яка завідувала її власними справами, у т. ч. розбирала прохання і чолобитні на ім'я імператриці. З утворенням Міністерства Імператорського двору у 1826  кабінет увійшов до його складу. 
Після Лютневої революції 1917 Тимчасовий уряд17 березня постановив передати Імператорський кабінет у підпорядкування Міністерству фінансів, призначивши для завідування його справами комісаром члена Державної думи Івана Титова. Міністру фінансів Терещенку було доручено з'ясувати питання щодо можливого обернення вільних коштів Кабінету на облігації внутрішньої військової позики. 

## Будівля кабінету

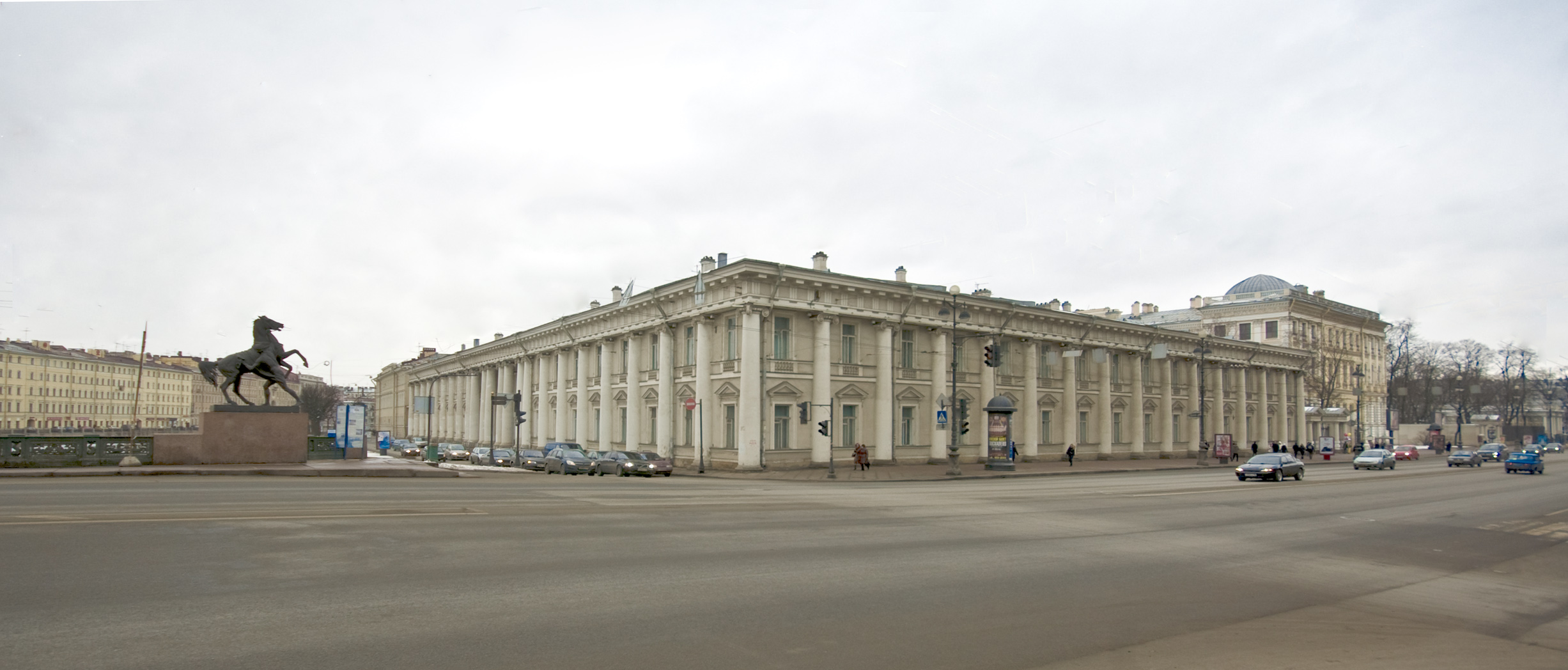
Будівля Імператорського кабінету. Праворуч на задньому плані — Аничков палац. На передньому плані зліва — частина Аничкового мосту

За правління Олександра I його кабінет займав Аничков палац на розі Невського проспекту і Фонтанки. Його парадний двір (Невський проспект, 39) був забудований в 1803—1809  двома корпусами торгових рядів, які спроектував у стилі зрілого класицизму Джакомо Кваренгі. Ці два низьких 2-поверхових будинки, що у плані нагадують літери П, у 1811 були розширені за рахунок прибудови з боку двору і передані у повне завідування Імператорському кабінету. 
До 1885 фасади будівлі з колонами «гігантського» іонічного ордера пронизували широкі аркади, через які відкривався вид на Аничков палац.  
Аркади були закладені у 1885.  
З боку Фонтанки і донині є відкрита колонада з проїздом у двір.  
Починаючи з 1937 в будівлі розташований Санкт-Петербурзький міський палац творчості юнацтва. 

## Кабінетні володіння
Кабинетські землі — власність Романових, що управлялася Імператорським кабінетом. 
Кабинетські землі були зосереджені на Алтаї (з 1747), в Забайкаллі (з 1786), в Польщі (Ловицьке князівство — 3 повіти з декількома десятками маєтків).  
У Сибіру кабинетські землі займали 67 800 000 га. Кабинетська вулиця в Новосибірську отримала свою назву через приналежність міста Кабінету. На кабинетських землях вівся видобуток золота, срібла, свинцю, міді, були заводи з виплавки заліза, чавуну, сталі.  
У 1796 до кабінетних земель було приписано близько 70 000 ревізьких душ, засланців-каторжан, найманих робітників.  
У 2-й половині XVIII століття гірничі підприємства на кабінетних землях досягли високого рівня розвитку.  
У 1-й половині XIX століття вони не витримали конкуренції капіталістичною промисловістю, що бурхливо розвивалася, закривалися або здавалися в оренду.  
З 1861 року адміністрація кабінетських земель перейшла до посиленої експлуатації лісів, здачі земель в оренду.  
З 1865 було дозволено переселення на кабінетні землі, і до 1907 на них переселилося до 1 000 000 селян. Кабинетські землі на Алтаї перед Жовтневою революцією давали щорічно від 3 до 4 000 000 руб. доходу. 
Після Лютневої революції 1917 кабінетські землі були конфісковані, а кабінет переданий у підпорядкування Міністерству фінансів. Ліквідований 26 лютого 1918. 